# Hutatu Iwa
Hutatu Iwa (japanisch 二つ岩 ‚Zwei Felsen‘) sind zwei kleine Felsvorsprünge an der Prinz-Harald-Küste des ostantarktischen Königin-Maud-Lands. Sie ragen 6 km südlich des Karamete Point auf der Ostseite der Riiser-Larsen-Halbinsel auf.
Japanische Wissenschaftler erstellten zwischen 1970 und 1971 Luftaufnahmen und benannten sie 1972.